# Вулиця Івана Неходи (Київ)
Ву́лиця Іва́на Нехо́ди — вулиця в Солом'янському районі міста Києва, місцевість Батиєва гора. Пролягає від вулиці Романа Ратушного до вулиці Кучмин Яр (з'єднана сходами).

## Історія
Вулиця виникла наприкінці XIX століття. Мала назву — 2-й Городній провулок («Огородний»). З 1955 року — Докучаєвський провулок. Сучасна назва — на честь українського поета І. І. Неходи — з 1965 року.